# Типовой национальный закон о развитии толерантности
Типовой национальный закон о развитии толерантности — документ, подготовленный группой экспертов Европейского совета по толерантности и примирению (ЕСТП) и юридически регламентирующий правовые отношения в сфере толерантности в странах Европы.

## Принятие и презентация закона
При поддержке ЕСТП закон был единогласно принят группой экспертов, в которую вошло пятеро учёных из разных стран мира: Йорам Динштейн, почётный профессор международного права и прав человека Тель-Авивского университета, Израиль; Уго Генезио, судья в отставке, Высший кассационный суд, Италия; профессор Рейн Мюллерсон, ректор Академии Норд, Таллинн, Эстония; Даниэль Тюрер, почётный профессор международного и европейского права Цюрихского университета, Швейцария); профессор Рюдигер Вольфрум, директор Института сравнительного общественного права и международного права общества Макса Планка, Гейдельберг, Германия.
Публичная презентация закона состоялась 16 октября 2012 года в Брюсселе при участии председателя ЕСТП, экс-президента Польши Александра Квасьневского и сопредседателя ЕСТП Вячеслава Кантора. В этот же день документ был представлен председателю Европарламента Мартину Шульцу.
Закон должен послужить панъевропейской законодательной инициативой для введения антирасистских законов и практик в каждой стране и будет предоставлен с целью принятия законодательными органами европейских государств.

## Цели закона
Типовой закон составлен с целью принятия национальными законодательными органами соответствующих европейских государств. Его цель — заполнить вакуум: несмотря на то, что все европейские государства придерживаются принципа толерантности, ни в одной из них этот принцип не отражен в имеющих обязательную силу юридических терминах. Закон создан таким образом, чтобы выйти за рамки риторики и общих рассуждений, прописывая конкретные и обеспеченные правовой санкцией обязательства, обеспечивающие соблюдение принципа толерантности и искореняющие нетерпимость.
Кроме того, закон имеет своей целью развитие толерантности в обществе без ослабления связей, формирующих общество как единое целое, воспитание толерантности между различными обществами, искоренение преступности на почве ненависти, порицание любых проявлений нетерпимости, основанных на предубеждениях, фанатизме или предрассудках, принятие конкретных мер для борьбы с нетерпимостью с целью искоренения расизма, этнической дискриминации, религиозной нетерпимости, идеологии тоталитаризма, ксенофобии, антисемитизма, антифеминизма и гомофобии.
Закон прописывает основные принципы и понятия толерантности, принципы взаимоотношений между различными социальными группами, в том числе между мигрантами и коренным населением, гарантирует ряд демократических свобод, перечисляет обязанности, необходимые для выполнения правительствами европейских стран, включая обязанности в области образования, регламентирует взаимоотношения со СМИ. В то же время, как отметил Александр Квасьневский, в законе подчеркнуто, что он не может быть использован для освобождения от ответственности за совершение действий, подрывающих мир и стабильность на государственном или международном уровне.
«Толерантность не должна использоваться как средство освобождения от ответственности за совершение террористических действий или как защита для тех, кто стремится подорвать мир и стабильность на государственном или международном уровне, — говорится в законе. — Толерантность — это улица с двусторонним движением. Члены группы, которые желают пользоваться преимуществами толерантности, должны проявлять её в отношении общества в полном объёме, а также в отношении членов других групп и несогласных или прочих членов своей группы. Не нужно проявлять толерантность к нетерпимым. Это особенно важно, когда разговор идет о свободе самовыражения: этой свободой нельзя злоупотреблять для того, чтобы оклеветать другие группы».
«Типовой закон разработан для его принятия национальными законодательными органами стран Евросоюза, — отметил сопредседатель ЕСТП Вячеслав Кантор на презентации проекта закона. — Его основная цель — заполнить вакуум: несмотря на то, что все европейские государства придерживаются принципа толерантности, ни в одной из них этот принцип не отражён в имеющих обязательную силу юридических терминах».
«Основной вызов при подготовке Типового закона заключается в том, чтобы выйти за пределы общей риторики и прийти к конкретным юридическим обязательствам, которые обеспечивают толерантность и искореняют нетерпимость, но в то же время определяют извечные границы толерантности и основополагающие принципы безопасности, которые создают определение истинной толерантности», — добавил Вячеслав Кантор.
По мнению Кантора, Европе крайне необходимо разработать специальное законодательство в сфере толерантности и создать панъевропейский университет безопасности и толерантности. ЕС должен ввести для своих членов кодекс поведения в связи с ростом антисемитизма и ксенофобии в Старом Свете, а лидеры Евросоюза должны недвусмысленно выступить против этой опасной тенденции. В декабре 2008 года Еврокомиссия приняла решение создать проект закона, который бы защитил принципы уважения и запретил бы любую форму дискриминации, расизма и антисемитизма. Комиссия обязала страны ЕС принять подготовленную в связи с этим законодательную модель в свои юридические системы.

## Содержание закона
Типовой закон представляет собой правообразующий документ с пояснительными примечаниями. Его текст состоит из Преамбулы и девяти основных Разделов.
В Преамбуле получил полное выражение дуализм разнообразия и единства в обществе и сделан акцент на том, что соображения сосуществования имеют первостепенное значение.
Раздел 1 посвящён четырём определениям: (a) «Толерантность»; (b) «Группа»; (c) «Дискредитация группы»; и (d) «Преступления на почве ненависти».
В Разделе 2 сформулирована цель Типового закона. Приведен перечень видов нетерпимости, включая «ксенофобию, антисемитизм, антифеминизм и гомофобию».
В Разделе 3 перечислены основные права человека, осуществление которых предусматривается обязанностью соблюдения принципа толерантности.
Раздел 4 представляет собой ограничительную оговорку и во многих отношениях является основным положением. Пояснительное примечание к нему затрагивает множество современных проблем от терроризма до женского обрезания.
Раздел 5 посвящён мигрантам, одной из тех проблем, которая в последнее время стала одной из самых важных для европейского общественного мнения.
Раздел 6 связан с реализацией закона. Проект Типового закона предусматривает создание Национальной комиссии по наблюдению за состоянием толерантности — независимого органа, наделенного полномочиями надзорного органа, в который войдут выдающиеся личности, не занятые на гражданской службе.
Раздел 7 содержит уголовные санкции.
Раздел 8 посвящён проблемам образования. Основная идея раздела — это развитие культуры толерантности с самого раннего возраста и продолжение этого развития в процессе обучения во взрослом возрасте.
Раздел 9, последний раздел закона, рассматривает вопрос о средствах массовой информации, уполномочивая Комиссию по жалобам на СМИ, созданную самими средствами массовой информации, осуществлять надзор за соблюдением этого закона.